# العلاقات الكرواتية اللوكسمبورغية
العلاقات الكرواتية اللوكسمبورغية هي العلاقات الثنائية التي تجمع بين كرواتيا ولوكسمبورغ.

## مقارنة بين البلدين
هذه مقارنة عامة ومرجعية للدولتين:
| وجه المقارنة                                              | كرواتيا                                                  | لوكسمبورغ                                                     |
| --------------------------------------------------------- | -------------------------------------------------------- | ------------------------------------------------------------- |
| المساحة (كم2)                                             | 56.59 ألف                                                | 2.59 ألف                                                      |
| عدد السكان (نسمة)                                         | 4.11 مليون                                               | 599.45 ألف                                                    |
| الكثافة السكانية (ن./كم²)                                 | 72.63                                                    | 231.45                                                        |
| العاصمة                                                   | زغرب                                                     | لوكسمبورغ                                                     |
| اللغة الرسمية                                             | اللغة الكرواتية                                          | اللغة اللوكسمبورغية، لغة فرنسية، اللغة الألمانية              |
| العملة                                                    | كونا كرواتية                                             | يورو، فرنك لوكسمبورغ                                          |
| الناتج المحلي الإجمالي (بليون دولار)                      | 54.85 مليار                                              | 62.40 مليار                                                   |
| الناتج المحلي الإجمالي (تعادل القوة الشرائية) بليون دولار | 94.64 مليار                                              | 58.13 مليار                                                   |
| الناتج المحلي الإجمالي الاسمي للفرد دولار أمريكي          | 11.54 ألف                                                | 101.45 ألف                                                    |
| الناتج المحلي الإجمالي للفرد دولار أمريكي                 | 21.64 ألف                                                | 101.93 ألف                                                    |
| مؤشر التنمية البشرية                                      | 0.818                                                    | 0.892                                                         |
| رمز المكالمات الدولي                                      | +385                                                     | +352                                                          |
| رمز الإنترنت                                              | .hr                                                      | .lu                                                           |
| المنطقة الزمنية                                           | توقيت وسط أوروبا، ت ع م+01:00، ت ع م+02:00، أوروبا/زغرب ‏ | توقيت وسط أوروبا، ت ع م+01:00، ت ع م+02:00، أوروبا/لوكسمبورج ‏ |

## منظمات دولية مشتركة
يشترك البلدان في عضوية مجموعة من المنظمات الدولية، منها:
| علم المنظمة | اسم المنظمة                               | تاريخ انضمام كرواتيا | تاريخ انضمام لوكسمبورغ |
| ----------- | ----------------------------------------- | -------------------- | ---------------------- |
|             | الاتحاد الأوروبي                          | 1 يوليو 2013         | 25 مارس 1957           |
|             | وكالة ضمان الاستثمار متعدد الأطراف        | 19 مارس 1993         | 29 أغسطس 1991          |
|             | الأمم المتحدة                             | 22 مايو 1992         | 24 أكتوبر 1945         |
|             | الفريق المعني برصد الأرض                  | ?                    | ?                      |
|             | مركز تنسيق الحركة في أوروبا ‏              | ?                    | ?                      |
|             | منظمة حظر الأسلحة الكيميائية              | ?                    | ?                      |
|             | منظمة التجارة العالمية                    | ?                    | ?                      |
|             | منظمة الشرطة الجنائية الدولية             | ?                    | ?                      |
|             | منظمة الأمن والتعاون في أوروبا            | 24 مارس 1992         | 25 يونيو 1973          |
|             | مؤسسة التنمية الدولية                     | 25 فبراير 1993       | 4 يونيو 1964           |
|             | حلف شمال الأطلسي                          | 1 أبريل 2009         | 4 أبريل 1949           |
|             | يونسكو                                    | 1 يونيو 1992         | 27 أكتوبر 1947         |
|             | مجلس أوروبا                               | ?                    | ?                      |
|             | الاتحاد البريدي العالمي                   | ?                    | ?                      |
|             | البنك الدولي للإنشاء والتعمير             | 25 فبراير 1993       | 27 ديسمبر 1945         |
|             | اتفاقية السماوات المفتوحة                 | ?                    | ?                      |
|             | الاتحاد الدولي للاتصالات                  | 3 يونيو 1992         | 2 مارس 1866            |
|             | مؤسسة التمويل الدولية                     | 25 فبراير 1993       | 4 أكتوبر 1956          |
|             | المنظمة الأوروبية لسلامة الملاحة الجوية   | 1997                 | 1960                   |
|             | المركز الدولي لتسوية المنازعات الاستشارية | 22 أكتوبر 1998       | 29 أغسطس 1970          |
|             | مجموعة أستراليا                           | 2007                 | 1985                   |
|             | مجموعة الموردين النوويين                  | ?                    | ?                      |

## وصلات خارجية
- موقع وزارة الخارجية الكرواتية
- موقع وزارة الخارجية اللوكسمبورغية